# Papadag (televisieserie)
Papadag is een Nederlandse dramaserie over het wel en wee van zes mannen die vader zijn of dit pas zijn geworden. De titel verwijst naar de vrije dag die sommige mannen wekelijks nemen om voor hun kinderen te zorgen, de zogeheten papadag.

## Verhaal
Papadag vertelt het verhaal van zes mannen die vader zijn of dit overwegen in de stad Amsterdam. In het eerste seizoen maken we kennis met Louis (Hajo Bruins) die aan zijn tweede leg bezig is. Hij was eerst bankier en na de geboorte van hun dochter Catharina neemt hij de volledige zorg op zich als zijn vriendin Alice (Ellen Parren) weer gaat werken. Elke donderdag was hij in het park te vinden waar hij Martijn (Guido Pollemans) al tegenkwam om bij te praten. Martijn is getrouwd met Merle (Linde van den Heuvel) die een zusje van Alice  is. Martijn en Merle hebben samen zoon Koffi geadopteerd. Verder is er Ronnie (Ruben van der Meer) die vader is van dochter Melanie en zoon Jordy. Hij zou bij zijn werk doorgeven dat hij een papadag wil, echter gaat zijn werk hier niet mee akkoord en meldt hij zich die dag ziek. Op die dag gaat hij samen met Melany en Jordy naar het park. Ook is er Bouzian (Hassan Slaby) die pas een zoon heeft gekregen met Lisa (Julia Akkermans), echter kan Lisa de huilbaby niet meer aan en vertrekt. Om de baby rustig te krijgen gaat Bouzian een stukje wandelen in het park. In het park valt Melany van haar fiets en komen alle vier de mannen op haar af om haar te helpen. Vanaf dat moment zien de mannen elkaar elke donderdag in het park op het bankje om bij te praten over hun leven. Wat later loopt Thijs (David Lucieer) door het park zijn hond uit te laten en gaat de groep mannen bestuderen, hij twijfelt namelijk over het vaderschap met zijn vriend Sadiq (George Tobal). Een korte tijd later maken Thijs en Sadiq uit deel uit van de groep mannen die elkaar op donderdag zien in het park.

## Rolverdeling

### Hoofdrollen
| Acteur             | Personage |
| ------------------ | --------- |
| Hajo Bruins        | Louis     |
| Ruben van der Meer | Ronnie    |
| George Tobal       | Sadiq     |
| David Lucieer      | Thijs     |
| Hassan Slaby       | Bouzian   |
| Guido Pollemans    | Martijn   |

### Bijrollen
| Acteur                | Personage     | Opmerkingen                   |
| --------------------- | ------------- | ----------------------------- |
| Ellen Parren          | Alice         | Samen met Louis               |
| Imanuelle Grives      | Monique       | Samen met Ronnie              |
| Julia Akkermans       | Lisa          | Samen met Bouzian             |
| Linde van den Heuvel  | Merle         | Samen met Martijn             |
| Kris Cattenstart      | Melany        | Dochter van Ronnie en Monique |
| Loes Schnepper        | Puck          | Moeder van Martijn            |
| Harry van Rijthoven   | Hans          | Vader van Martijn             |
| Christine van Stralen | Thea          | Moeder van Thijs              |
| Gerda Havertong       | Astrid        | Moeder van Monique            |
| Steef de Bot          | Mike          | Manager van Bouzian           |
| Kaltoum Boufangacha   | Samira        | Moeder van Bouzian            |
| Bart de Rijk          | Fons          | Vriend van Samira             |
| Roos Eijmers          | Nadia         | Collega van Thijs             |
| Xander van Vledder    | Karst         | Collega van Thijs             |
| Stefan Rokebrand      | Sander        | Adoptievader                  |
| Jolanda van den Berg  | Leila         | Adoptiemoeder                 |
| Tarikh Janssen        | Bob           | Collega van Alice             |
| Georgina Verbaan      | Flora         | Salsalerares                  |
| Nina van der Woude    | Hannah        | Vriendin van Bouzian          |
| Yari van der Linden   | Jelle         | Zoon van Louis                |
| Rosa van Leeuwen      | Brechtje      | Vriendin van Thijs            |
| Djamila Landbrug      | Romaris       | Vriendin van Brechtje         |
| Elisa Beuger          | Dafne         | Vriendin van Martijn          |
| Fahd Larhzaoui        | Terence       | Baas van Thijs                |
| Ali Çifteci           | Yilmaz        | Vader van Bouzian             |
| Annemarie Prins       | Marie-Therese | Moeder van Louis              |
| Joep Vermolen         | Jay-Jay       | Vriend van Lisa               |

## Serieoverzicht
| Seizoen | Aantal afleveringen | Uitgezonden Nederland              |  |
| ------- | ------------------- | ---------------------------------- |  |
| 1       | 8                   | 29 november 2017 – 10 januari 2018 |  |
| 2       | 8                   | 28 juni 2020 – 16 augustus 2020    |  |

### Seizoen 1 (2017-2018)
| Nr. | # | Titel             | Datum            | Kijkcijfers |
| --- | - | ----------------- | ---------------- | ----------- |
| 1   | 1 | Familylife        | 29 november 2017 | 532.000     |
| 2   | 2 | Zeepaardjes       | 29 november 2017 | 532.000     |
| 3   | 3 | Perfect parents   | 6 december 2017  | 336.000     |
| 4   | 4 | Male bonding      | 13 december 2017 | 278.000     |
| 5   | 5 | Stress-management | 20 december 2017 | 262.000     |
| 6   | 6 | Mixed feelings    | 27 december 2017 | 252.000     |
| 7   | 7 | Down the drain    | 3 januari 2018   |             |
| 8   | 8 | No sweat          | 10 januari 2018  |             |

### Seizoen 2 (2020)
| Nr. | #  | Titel            | Datum            | Kijkcijfers |
| --- | -- | ---------------- | ---------------- | ----------- |
| 1   | 9  | Together         | 28 juni 2020     | 317.000     |
| 2   | 10 | Fresh start      | 5 juli 2020      | 189.000     |
| 3   | 11 | Father figures   | 12 juli 2020     | 153.000     |
| 4   | 12 | Tinyhousewarming | 19 juli 2020     | 123.000     |
| 5   | 13 | Nobody to blame  | 26 juli 2020     | 131.000     |
| 6   | 14 | It's a shame     | 2 augustus 2020  | 155.000     |
| 7   | 15 | Stag party       | 9 augustus 2020  | 101.000     |
| 8   | 16 | Something blue   | 16 augustus 2020 | 231.000     |